# 吕坤
吕坤（1536年10月24日—1618年7月24日），原姓李，字叔简，號新吾、心吾、抱独居士，河南寧陵縣人（今属河南商丘），匠籍，明朝政治人物、思想家，著有《呻吟语》等。萬曆甲戌進士，累官至刑部侍郎。因捲入國本之爭，“第一次妖書案”中，遭攻訐為阿諛鄭貴妃，怒而辭官返鄉。天啟初年，追贈刑部尚書。

## 生平
据《吕李姓源碑》载，其先祖是元末菜农，因向明军报信而立功，得到朱元璋奖赏，并詔其回鄉安居，然而朱元璋在手诏中误将“吕”姓写作“李”。至吕坤时，方上奏将“李”姓改回“吕”姓。
嘉靖四十年（1561年），呂坤中河南乡试第三名舉人，隆慶五年（1571年）會試中式，但因母親去世，回鄉服喪。万历二年（1574年）守喪期滿，補應殿试，中三甲第50名，同赐进士出身，礼部觀政後，出任山西省襄垣知县，萬曆三年（1575年）調大同縣知县。萬曆六年（1578年）升吏部主事，之後多年沒有升遷，於此期間結識楊東明 (萬曆進士)，呂坤長子呂知畏並娶東明長女為妻。萬曆十年升吏部员外郎，十一年养病，十四年复除本部，升吏部稽勋司郎中，十五年（1587年）四月升任山东濟南道参政。萬曆十七年（1589年）遷山西按察使，萬曆十九年（1591年）三月升陕西右布政使，隔年正月以都察院右佥都御史、巡抚山西提督鴈門等关。
萬曆二十一年（1593年）五月，吕坤升都察院左佥都御史，回京协理院事，次年九月升刑部右侍郎，不久轉左。万历二十五年（1597年）上《憂危疏》劝明神宗励精图治：“自萬曆十年以來，無歲不災，催科如故。……今國家之財用耗竭可知矣。數年以來，壽宮之費幾百萬，織造之費幾百萬，寧夏之變幾百萬，黃河之潰幾百萬，今大工、采木費，又各幾百萬矣。”呂坤還在疏中言採礦一事：“朝廷得一金，郡縣費千倍。”皇帝不予理會。遂称病辞官。
呂坤在山西按察使时，輯錄歷史上的賢媛淑女事跡，撰成《闺范图说》，由宦官陳矩帶入宮內，受到明神宗贊賞。之後朝廷出現國本之爭，朝臣支持皇長子常洛，但神宗寵信鄭貴妃，並打算把鄭貴妃所生的皇三子常洵立為太子。萬歷二十六年（1598年），有匿名者撰題《憂危竑議》，號稱《閨範圖說》之跋，廣傳京師。文中稱呂坤與外戚鄭承恩、戶部侍郎張養蒙，山西巡撫魏允貞等九人結黨依附鄭貴妃。给事中戴士衡弹劾吕坤通过郑承恩向郑贵妃献书，交结宫禁，包藏祸心。最後御史趙之翰進言，認為武英殿大学士张位為主謀，張位被免职，張的人馬礼部侍郎刘楚先、右都御史徐作免官，国子祭酒刘应秋出京，给事中杨廷兰、礼部主事万建昆谪戍典史，是為“第一次妖書案”。
呂坤對官場黑暗深為不滿，称病退休。萬曆四十六年（1618年）病逝于家，之前将其未刊行的手稿焚烧。卒葬宁陵县东南。天啟元年（1621年），追赠为刑部尚书。

## 學術思想
呂坤反對朱熹的理氣二分說，厭惡理學家中虛偽、迂腐、淺薄的末流，希望越過理學、佛學、道家、法家以回歸先秦的儒學，甚至肯定「我只是我」，以個人體驗發揮儒學。他誇大了禪學對理學的影響，以為程顥和王陽明「皆自憚悟入」。
他在哲学上坚持气一元论，认为：“天地万物只是一气聚散，更无别个。”（《呻吟语·天地》）“道器非两物，理气非两件，成象成形者器，所以然者道；生物成物者气，所以然者理。”（《呻吟语·谈道》）批判了理学家把道与器、理与气分割开来和“理在气先”等说法。他提倡独立思考，对于传统圣人之论多有怀疑。理学、佛教、道教都有偏颇之处。

## 著作
- 《呻吟语》，成书于1593年的笔记体哲学著作
- 《去伪斋文集》
- 《实政录》（内含《乡甲约》，见乡约）[8]
- 《交泰韵》，音韵学著作
- 《阴符经注》
- 《小儿语》
- 《近溪隐君家训》明万历辛卯(公元1591年)石碑保存太原双塔寺

## 家族
曾祖李景。祖李慧。父李得胜，壽官。前母王氏，母李氏。永感下。兄李乾；弟李巽。

## 延伸阅读
[在维基数据编辑]
 在维基文库阅读此作者作品
 《明史卷二百二十六》，出自《明史》